# Авиационные происшествия Министерства авиационной промышленности СССР
Авиационные происшествия и инциденты, произошедшие с воздушными судами Министерства авиационной промышленности СССР, включая периоды Народного комиссариата авиационной промышленности (1939—1946) и 1-го управления Народного комиссариата оборонной промышленности (1936—1939).

## Список
Отмечены происшествия и инциденты, когда воздушное судно было восстановлено.
| Дата                  | Место                                             | ВС      | Бортовой номер | Подразделение                   | Жертв | Описание | И      |
| --------------------- | ------------------------------------------------- | ------- | -------------- | ------------------------------- | ----- | --- | ------ |
| 5 августа 1936 года   | Пятигорск                                         | П-5     | И18            | Завод № 22                      | 0/3   | Капотирование при посадке из-за ошибки пилота | [ 1 ]  |
| 27 июня 1937 года     | Запорожье                                         | ПЛ-5    | И93            | Завод № 29                      | 9+2/4 | При посадке столкнулся с взлетающим АНТ-9 | [ 2 ]  |
| 5 сентября 1941 года  | Яз, Большеболдинский район                        | ДБ-3    |                | Завод № 18                      | 3/3   | Взорвался в воздухе при вынужденной посадке из-за неисправностей двигателей | [ 3 ]  |
| 12 мая 1942 года      | Висимский район                                   | ПС-84   | —              | Завод № 18                      | 6/6   | Столкновение с горой из-за снижения под безопасную высоту | [ 4 ]  |
| 28 сентября 1946 года | Черманчет, Шиткинский район                       | B-25    | И…             | Завод № 39                      | 4/6   | Вынужденная посадка в тайге после истощения топлива | [ 5 ]  |
| 19 сентября 1947 года | Внуково, Москва                                   | B-25    | И850           | Завод № 118                     | 7/7   | Упал на аэродром при вынужденной посадке из-за пожара левого двигателя | [ 6 ]  |
| 30 июня 1948 года     | Павлово, Шиткинский район                         | По-2    | И752           | Завод № 467                     | 1/3   | Сваливание в штопор при самовольном выполнении пилотом фигур пилотажа на низкой высоте | [ 7 ]  |
| 7 февраля 1949 года   | Белоярский район                                  | Ju 52   | И511           | Завод № 26                      | 1/5   | Вынужденная посадка на лес после отказа всех двигателей из-за обледенения | [ 8 ]  |
| 5 сентября 1949 года  | Сухая Река                                        | Ли-2    | И772           | Завод № 166                     | 0/12  | Сваливание после взлёта из-за отказа правого двигателя | [ 9 ]  |
| 21 апреля 1952 года   | Маяковский район                                  | Ли-2    | И1008          | Завод № 31                      | 5/5   | Столкновение с горой при следовании в облаках к Сурамскому перевалу | [ 10 ] |
| 23 июня 1954 года     | Верхняя Салда                                     | Ли-2    | И403           | Завод № 166                     | 4/7   | Упал при взлёте из-за истощения топлива | [ 11 ] |
| 28 января 1955 года   | Курган                                            | Ли-2    | И1017          | Завод № 126                     | 1/5   | Сваливание при взлёте из-за ошибки экипажа (взлёт на низкой скорости) | [ 12 ] |
| 9 августа 1955 года   | Козьмодемьянск                                    | По-2С   | И430           | Завод № 22                      | 0/3   | Потеря скорости и сваливание из-за ошибок пилотирования на малой высоте | [ 13 ] |
| 16 июля 1955 года     | Ильмовая, Сим                                     | По-2Л   | И969           | Завод № 132                     | 2/3   | Потерял управление и упал на землю при полёте близ гор в условиях турбулентности | [ 14 ] |
| 29 апреля 1958 года   | Воронеж                                           | Ан-10   | —              | Завод № 64                      | 1/5   | В первом испытательном полёте из-за перегрева отказали два двигателя, а система автоматической срезки топлива уменьшила режим двух оставшихся. Вынужденная посадка в поле.                                                                                          | [ 15 ] |
| 26 июня 1958 года     | Центральный аэродром имени М. В. Фрунзе, Москва   | Ан-12   | 7900101        | ГСОКБ-473                       | 0/?   | Первый прототип. Из-за ошибок второго пилота совершил грубую посадку с разрушением правой опоры шасси, после чего кратковременно поднявшись в воздух повторно приземлился с правым креном, повредив правую часть крыла с воздушными винтами обоих правых двигателей | [ 16 ] |
| 29 июля 1962 года     | Тернополь                                         | Ан-24   | 46708          | ГСОКБ-473                       | 0/8   | Сваливание во время взлета с имитацией отказа двигателя при боковом ветре | [ 17 ] |
| 16 сентября 1964 года | Гостомель, Киев                                   | Ан-8РУ  | 55517          | ГСОКБ-473                       | 7/7   | Был оборудован пороховыми ускорителями. Во время взлета с имитацией отказа двигателя и с использованием ускорителей вошёл в быстро растущий крен, упал на землю и взорвался (подробнее…).                                                                           | [ 18 ] |
| 25 февраля 1965 года  | Раменское, Москва                                 | Ил-62   | 06156          | Завод № 240                     | 10/17 | При взлёте с максимальным полётным весом не смог набрать скорость, выкатился за пределы ВПП и врезался в препятствия (подробнее…) | [ 19 ] |
| 31 декабря 1966 года  | Абрамцево                                         | В-8АП   | —              | Завод № 329                     | 3/3   | В испытательном полёте разрушилась втулка хвостового винта | [ 20 ] |
| 30 июня 1967 года     | Киржачский район, близ Митина, 17,5 км СВ Киржача | Ан-12   |                | НИИ автоматических устройств    | 9/9   | При испытаниях ПБС-915 «Шельф», десантируемая БМД-1 застряла в грузовом люке, а после открытия основных парашютов возник рывок, вырвавший БМД наружу и повредивший фюзеляж, после чего отделилась хвостовая часть (подробнее…)                                      | [ 21 ] |
| 6 августа 1967 года   | Ле-Ров, близ Марселя                              | Ми-6ПЖ  | 06174          | МВЗ                             | 9/9   | Столкновение с горным склоном при тушении лесных пожаров | [ 22 ] |
| 21 декабря 1969 года  | Северный, Ростов-на-Дону                          | Ми-6    |                | Завод № 168                     | 9/10  | В ходе наземных испытаний из-за порыва ветра приподнялся в воздух, опрокинулся и упал на аэродром, полностью сгорев | [ 23 ] |
| 17 февраля 1970 года  | Шоссейная, Ленинград                              | Ли-2    | 21504          | Киевский АЗ                     | 1/6   | Сваливание при взлёте из-за перегруза, нарушений центровки и низкой скорости отрыва | [ 24 ] |
| 11 августа 1971 года  | Нащёкино                                          | Ил-14   | 64456          | Тбилисский АЗ                   | 6/6   | Потеря управления из-за смещения груза и изменения центровки во время полёта в условиях болтанки | [ 25 ] |
| 3 июня 1973 года      | Гуссенвиль, близ Ле-Бурже                         | Ту-144С | 77102          | ОКБ Туполева                    | 8+6/6 | Разрушился в воздухе при показательном полёте (подробнее…) | [ 26 ] |
| 7 сентября 1973 года  | Арбажский район                                   | Ли-2    | 48982          | Воронежский АЗ                  | 7/7   | Столкновение с грозой и падение на землю | [ 27 ] |
| 13 ноября 1974 года   | Харат                                             | Ли-2    | 08823          | Улан-Удэнский АЗ                | 1/8   | Пожар на борту из-за возгорания груза и вынужденная посадка на поле | [ 28 ] |
| 10 октября 1975 года  | Кольцово, Свердловск                              | Ан-8    | 69316          | Московский ОАО                  | 6/6   | Отказ и пожар левого двигателя, приведший к потере управления | [ 29 ] |
| 5 июня 1976 года      | Кама, Каракулинский район                         | Ли-2    | 13345          | ЛИИ                             | 4/4   | Столкновение с деревьями из-за снижения под безопасную высоту и отвлечения экипажа | [ 30 ] |
| 14 июля 1976 года     | Южный, Ташкент                                    | Ли-2    | 13369          | Завод № 22                      | 0/?   | Упал при взлёте из-за превышения взлётного веса и заправки топливом с низким октановым числом | [ 31 ] |
| 10 марта 1978 года    | Горький                                           | Ми-4    | 13328          | Горьковский АЗ                  | 0/?   | Остановка двигателя из-за обмерзания пылефильтра | [ 32 ] |
| 23 мая 1978 года      | Воскресенский район                               | Ту-144Д | 77111          | Воронежский АЗ                  | 2/8   | Пожар на борту в испытательном полёте из-за утечки топлива (подробнее…) | [ 33 ] |
| 9 августа 1979 года   | Домодедово, Москва                                | Ан-8    | 69314          | Завод им. Октябрьской Революции | 2/10  | Перегрев тормозов из-за их постоянного применения для сохранения допустимой скорости руления при повышенной тяге двигателей, приведший к разрушению шасси и пожару.                                                                                                 | [ 34 ] |
| 13 ноября 1979 года   | Безымянка, Куйбышев                               | Ми-8Т   | 93925          | Куйбышевский АЗ                 | 1/4   | Отказ обоих двигателей в тренировочном полёте из-за попадания льда | [ 35 ] |
| 26 февраля 1982 года  | Красногвардейский, Свердловская область           | Ан-2    | 26172          | КУМЗ                            | 4/5   | При взлёте с попутным ветром (экипаж был пьян) не набрал высоту и врезался в опоры ЛЭП | [ 36 ] |
| 14 августа 1982 года  | Базарные Матаки                                   | Як-40   | 98102          | Казанское МПО                   | 4/4   | Разрушился в воздухе при аварийном снижении в связи с пожаром на борту | [ 37 ] |
| 15 августа 1983 года  | Омсукчан                                          | Як-40   | 87201          | Арсеньевское АПО                | 0/9   | Выкатывание за пределы ВПП при взлёте из-за превышения взлётного веса | [ 38 ] |
| 10 января 1985 года   | Уральск                                           | Ил-14Т  | 06142          | Московский ОАО                  | 0/6   | Столкновение с землёй при заходе на посадку из-за ошибки экипажа | [ 39 ] |
| 25 сентября 1985 года | близ Харькова                                     | Ан-12   | 69321          | КнААПО им Гагарина              | 9/9   | Пожар в левом двигателе из-за утечки топлива, приведший к потере управления (подробнее…) | [ 40 ] |
| 23 июня 1986 года     | Третьяково, Луховицкий район                      | Ми-8    | 06172          | Луховицкий МЗ                   | 4/5   | Столкновение с землёй при самовольном полёте на малой высоте (пилот был пьян) | [ 41 ] |
| 7 декабря 1986 года   | Быково, Москва                                    | Ан-26Б  | 88288          | Московский ОАО                  | 0/5   | Посадка до полосы из-за истощения топлива | [ 42 ] |
| 19 октября 1987 года  | Дзёмги, Комсомольск-на-Амуре                      | Ан-12БК | 12162          | КнААПО им Гагарина              | 9/9   | При взлёте с покрытой мокрым снегом ВПП не смог набрать скорость, выкатился за пределы полосы и врезался в гараж с автомобилями | [ 43 ] |
| 27 сентября 1988 года | Козельский район                                  | Ан-8    | 48101          | Московский ОАО                  | 5/5   | Утечка топлива в левом двигателе, пожар и затем его отделение. При аварийном снижении из-за дезориентации экипажа самолёт врезался в лес. | [ 44 ] |
| 28 сентября 1989 года | Черниговская область                              | Ан-32   | 48095          | Московский ОАО                  | 9/9   | Во время полёта произошло незамеченное экипажем отключение автопилота, после чего самолёт вошёл в крен и перейдя в штопор разогнался до критической скорости, а затем разрушился от перегрузок.                                                                     | [ 45 ] |
| 10 октября 1990 года  | Новосибирск                                       | Ан-8    | 69320          | НАПО им. Чкалова                | 9/10  | Останов обоих двигателей при заходе на посадку и столкновение с железной дорогой | [ 46 ] |
| 12 декабря 1990 года  | Борисполь, Киев                                   | Ан-12   | 29110          | КАПО им. Антонова               | 0/17  | «Мандариновый рейс» (перевозил груз мандаринов). Ошибочное отключение стоп-кранов при заходе на посадку; вынужденная посадка на поле близ аэродрома (подробнее…).                                                                                                   | [ 47 ] |
| 16 мая 1991 года      | Иркутск-2                                         | Ан-8    | 13330          | КнААПО им Гагарина              | 2/9   | При посадке с перелётом начального торца ВПП находившийся на месте второго пилота бортмеханик убрал режим двигателей, на что командир отреагировал взятием штурвала «на себя». Перейдя в сваливание и входя в левый крен, самолёт упал на землю.                    | [ 48 ] |
| 17 сентября 1991 года | Ленск                                             | Ан-74   | 74002          | АНТК им Антонова                | 2/9   | Столкновение с деревьями и землёй после взлёта (подробнее…) | [ 49 ] |